# Equivocando
Equivocando è l'undicesimo album in studio del cantante italiano Umberto Tozzi, pubblicato nel 1994 dalla Warner Music.

## Descrizione
È il primo album dove lo stesso Tozzi è autore sia dei testi che delle musiche senza la collaborazione di Giancarlo Bigazzi. È stato pubblicato dopo una pausa artistica di tre anni e la separazione musicale dallo stesso Bigazzi. Tozzi ha dichiarato che questo album e Il grido sono i suoi "capolavori".
Per la produzione di questo album, Umberto Tozzi torna a collaborare con il musicista californiano Greg Mathieson. Mathieson, in veste di arrangiatore, collaborò a tre album di Tozzi tra la fine degli anni 70 ed i primi anni 80. In questo caso, oltre a curare gli arrangiamenti, a Mathieson è affidata anche la produzione. 
Da questo album vengono estratti tre singoli: Io muoio di te, Lei e la title track Equivocando. Con Io muoio di te Umberto Tozzi trionferà all'edizione 1994 del Festivalbar.

## Tracce
Testi e musiche di Umberto Tozzi.
1. Io muoio di te – 4:29
2. Lei – 4:34
3. Equivocando – 6:17
4. Noi nel mondo noi – 4:58
5. California – 4:32
6. Senza di me – 4:13
7. Se tornasse il sole – 4:28
8. Il mio domani – 4:45
9. Tu non lo sai – 4:54

## Videoclip
Sono stati pubblicati tre videoclip tratti dai brani di questo album:
1. Io muoio di te
2. Lei
3. Equivocando

## Formazione
- Umberto Tozzi – voce
- Casey Young – tastiera, programmazione
- Abraham Laboriel – basso
- Dean Parks – chitarra
- Carlos Vega – batteria
- Michael Thompson – chitarra
- Greg Mathieson – tastiera
- Luis Conte – percussioni
- Justo Almario – sax

## Classifiche

### Classifiche settimanali
| Classifica (1994) | Posizione massima |
| ----------------- | ----------------- |
| Europa            | 33                |
| Francia           | 39                |
| Italia            | 2                 |

### Classifiche di fine anno
| Classifica (1994) | Posizione |
| ----------------- | --------- |
| Italia            | 10        |